# Gastó de Montcada (escultura)
El Gastó de Montcada (1515), es una obra realitzada per autor desconegut. Actualment l’obra està ubicada al Museu de Belles Arts de la ciutat de València però es va trobar al panteó de la família Montcada l’any 1841, a l'església del monestir trinitari de la N.S. del Remei, com a única peça rescatada d’un conjunt d’escultures funeràries.
Aquesta escultura rendix homenatge al senyor de Xiva, Gastó de Montcada i Cardona (XV-1523), fill de Beatriu de Cardona (data de naixement i defunció desconeguda) i de Pere Ramon de Montcada i Vilaragut (?-1510), X senyor de Aitona, Vilamarxant i de Xiva, territori que ell va heretar i li va valdre el títol de Senyor de Xiva.

## Anàlisi formal
Es tracta de una escultura de cos rodó tallada en alabastre i de forta influència renaixentista. És una talla de 150 x 68 x 67 cm i representa una figura agenollada sota un pedestal. No presenta policromia i els seus colors son el del propi material en el que està fet.
Malgrat el seu bon estat de conservació, li falta la mà esquerra. La mà dreta, pel contrari, es troba en bones condicions i presenta un elevat grau de realisme plasmable no només en la posició que recolza al pit sinó també en els detalls dels dits i alguns ossos visibles.
La influència renaixentista s'observa en detalls com el realisme del rostre i per la individualitat del mateix. L'autor va representar el noble agenollat i tranquil en un estat solemne i amb un gest poc expressiu i seriós al rostre, transmetent la pau i la tranquil·litat de la mort. Aquesta postura també assenyala estatus, seguretat i confiança mostrant la seva elevada posició social siguent el seu vestit una prova d'això: al cap porta un tocat adornat amb joies que combina amb una armadura típica de l’època entre les classes socials elevades i de forta influència italiana adornada amb reblons d'unió, cota de malla juntament amb una espasa. També porta un penjant a l’altura de les espatlles. Sota el tocat s'aprecia el pentinat propi de principis del segle XVI, en el que es distingeixen els flocs a la part posterior.

## Aproximació al significat
La ubicació original i les característiques compositives de l’escultura confirmen que aquesta complia una funció funerària. La individualització del personatge mostra el seu caràcter important i la finalitat de l'obra és homenatjar i recordar la figura del difunt. Aquestes restes es varen trobar en un recinte de tombes on s'ubicaven dos sepulcres més, Joan Florimon de Montcada (?-1489) i la seua esposa la Marquesa de Vilaragut (data de naixement i de defunció desconeguda), a l'església del monestir fundat per Guillem Ramon de Montcada.